# Viktor Erdős
Viktor Erdős (* 2. September 1987 in Békéscsaba) ist ein ungarischer Schachspieler.
Seit 2007 ist er Großmeister.

## Leben
Erdős siegte 2001 bei den U-14 Jugendweltmeisterschaften in Oropesa del Mar und 2004 bei den ungarischen U-18 Juniorenmeisterschaften in Miskolc. Er spielte zweimal für die ungarische U-18 Juniorennationalmannschaft bei Europameisterschaften, wobei die ungarische Mannschaft in Balatonlelle 2003 siegte und Erdős am vierten Brett das zweitbeste Ergebnis erreichte.
Erdős siegte oder belegte vordere Plätze in einigen Turnieren: I. Platz, I-II. Platz und I-III. Platz bei First Saturday-Turnieren in Budapest (2005), II-V. Platz in Bizovac (2005), II. Platz in Paks (2005), I-IV. Platz in Zalakaros (2006), I. Platz und I-III. Platz bei First Saturday-Turnieren in Budapest (2007), II. Platz in Davos (2007), I-II. Platz in Harkány (2007).
Im November 2011 gewann er die ungarische Landesmeisterschaft.
Seine jüngere Schwester Boglárka (* 1992) ist eine starke Spielerin, die im Mai 2013 ihre höchste Elo-Zahl von 2225 erreichte.

## Mannschaftsschach

### Nationalmannschaft
Erdős nahm an der Mannschaftsweltmeisterschaft 2011 als Reservespieler sowie 2015 am zweiten Brett der ungarischen Mannschaft teil und spielte bei der Mannschaftseuropameisterschaft 2013 am Spitzenbrett und 2017 am zweiten Brett. Bei der Schacholympiade 2018 spielte er ebenfalls für Ungarn am zweiten Brett. Zwischen 2003 und 2017 nahm Erdős neunmal am Mitropapokal teil und gewann diesen 2006 und 2012.

### Vereine
In der höchsten ungarischen Spielklasse, der NB I. Szabó László csoport, spielte Erdős von 2001 bis 2013 bei Makói Spartacus Vasas Sportegyesület und von 2013 bis 2019 bei Aquaprofit NTSK, mit dem er 2014, 2015, 2016, 2017, 2018 und 2019 ungarischer Mannschaftsmeister wurde. In der Saison 2019/20 spielt Erdős für den Aquaréna Kőbánya SC.
In der deutschen Schachbundesliga spielte er von 2008 bis 2017 für die SG Trier, danach bis 2019 für die Schachabteilung des MTV Tostedt in der Landesliga und Oberliga Nord. In der Saison 2019/20 spielt Erdős für den ESV Nickelhütte Aue in der 2. Bundesliga. Die slowakische Extraliga gewann er in den Saisons 2016/17 und 2017/18 mit dem ŠK Dunajská Streda. In der österreichischen Bundesliga spielte er in der Saison 2012/13 beim SK Husek Wien, in der britischen Four Nations Chess League in der Saison 2005/06 bei den Slough Sharks und seit 2018 für Manx Liberty.
In der bosnischen Premijer Liga wurde Erdős 2011 mit dem ŠK Bihać Vizemeister und 2013 mit dem ŠK Bosna Sarajevo Meister, wobei er gleichzeitig das beste Einzelergebnis am Spitzenbrett erreichte. Mit dem rumänischen Verein SCM Baia Mare nahm Erdős 2016 und 2017 am European Club Cup teil. In der spanischen División de Honor spielte er 2017 für CAC Beniajan Duochess, in der luxemburgischen Division nationale in der Saison 2017/18 für Gambit Bonnevoie.